# Pachycondyla flavopilosa
Pachycondyla flavopilosa är en myrart som först beskrevs av Weber 1942.  Pachycondyla flavopilosa ingår i släktet Pachycondyla och familjen myror. Inga underarter finns listade i Catalogue of Life.